# Jana Xin
Jana Xin Henseler Gallego (China, 29 de septiembre de 2003), conocida deportivamente como Jana Xin, es una futbolista china nacionalizada española que juega como portera en el Deportivo Alavés Gloriosas de Primera División Femenina de España.

## Biografía
Jana Xin fue adoptada por un padre alemán y una madre española asturiana. Su hermana también es adoptada de China.

## Trayectoria

### Atlético de Madrid
Jana Xin comenzó su carrera en el Atlético de Madrid.

### Deportivo Alavés Gloriosas
El 18 de julio de 2021, se trasladó al recién ascendido Alavés. Firmó un contrato de dos años, después de hacer impresionado al club vasco con su actuación contra ellos mientras jugaba en el equipo B del Atlético en la Segunda Federación Femenina.